# Philipp von Haugk

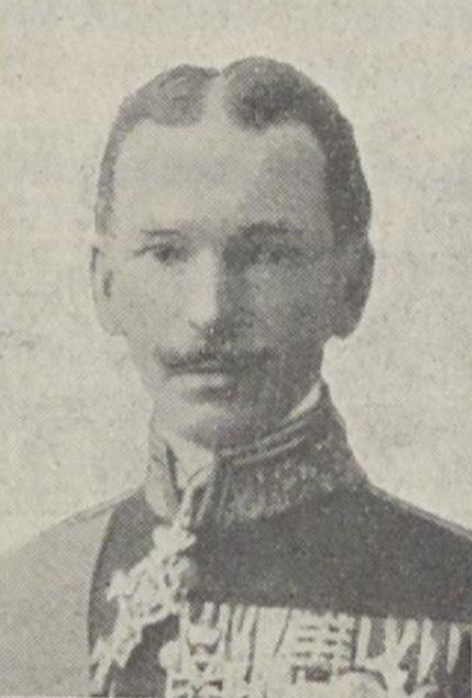
Philipp von Haugk

Philipp von Haugk (* 9. Januar 1850 in Leipzig; † 2. Juni 1915 bei Taschkent) war ein sächsischer Generalleutnant und Oberstallmeister.

## Leben

### Herkunft
Philipp entstammte dem Adelsgeschlecht von Haugk. Er war das dritte von sechs Kindern des sächsischen Geheimen Regierungsrates August von Haugk (1814–1876) und dessen Ehefrau Therese, geborene Weithaas (1826–1890).

### Karriere
Philipp verbrachte seine Kindheit im Elternhause in Leipzig und besuchte 1862/64 die Salzmannschule in Schnepfenthal. Nachfolgend wechselte er auf die Fürstenschule St. Afra in Meißen. Anfang 1867 setzte er aufgrund seiner Passion für den Soldatenberuf seine Ausbildung am Kadettenhaus in Dresden fort, wo unter anderem die späteren Generale Karl Ludwig d’Elsa und Moritz Schneider sowie Alexander Salvator von Pereira zu seinen Kameraden zählten.
1869 wurde Haugk als Portepeefähnrich im 1. Reiter-Regiment „Kronprinz“ der Sächsischen Armee angestellt. Nach dem Besuch der Kriegsschule in Erfurt und dem Beginn des Krieges gegen Frankreich avancierte er am 1. August 1870 mit Patent vom 29. Juli 1870 zum Sekondeleutnant. Mit der 3. Eskadron seines Regiments nahm er an den Kämpfen bei Gravelotte-St. Privat, Nouart, Beaumont und Sedan sowie der Einschließung und Belagerung von Paris teil. Für sein Wirken erhielt er das Eiserne Kreuz II. Klasse.
Nach Kriegsende rückte Haugl Ende April 1874 zum Premierleutnant auf und war 1874/76 als Assistent des Direktors der Militärreitanstalt in Dresden kommandiert. Ende Juli 1880 folgte mit der Beförderung zum Rittmeister die Ernennung zum Eskadronchef in seinem Stammregiment. Daran schloss sich unter Beförderung zum Major am 7. September 1889 eine Verwendung als Flügeladjutant von König Albert an. In dieser Eigenschaft rückte Haugk am 18. Oktober 1893 zum Oberstleutnant auf und trat am 22. März 1894 mit der Ernennung zum Kommandeur des 1. Ulanen-Regiments Nr. 17 „Kaiser Franz Josef von Österreich, König von Ungarn“ in den Truppendienst zurück. Er stige Mitte Dezember 1896 zum Oberst auf und war ab dem 4. Mai 1899 zur Vertretung des beurlaubten Kommandeurs der 2. Kavallerie-Brigade Nr. 24 kommandiert. Ende des Monats wurde Haugk zu den Offizieren von der Armee versetzt und am 28. Juni 1899 zunächst mit der Führung der 2. Kavallerie-Brigade Nr. 24 beauftragt sowie schließlich am 7. Juli 1899 zum Kommandeur dieses Großverbandes ernannt. In Genehmigung seines Abschiedsgesuches wurde Haugk am 17. April 1900 unter Verleihung des Charakters als Generalmajor mit Pension und der Berechtigung zum Tragen der Generalsuniform zur Disposition gestellt.
Nach seiner Verabschiedung trat Haugk in den Hofdienst über und war Oberstallmeister des sächsischen Königs. In dieser Eigenschaft erhielt er am 23. April 1904 den Charakter als Generalleutnant. Seinen König vertrat er unter anderem bei der 11. Leipziger Kristallpalast-Ausstellung. Für seine Verdienste wurde Haugk 1908 mit dem Großkreuz des Albrechts-Ordens ausgezeichnet.
Nachdem das Gebiet des Kongresspolen an der Ostfront während des Ersten Weltkriegs durch deutsche Truppen erobert wurde, begleitete Haugk als Hof-Zeremonienmeister den sächsischen König auf dem Wege nach Warschau, da dieser vorhatte sich zum König von Polen krönen zu lassen. Er führte dabei drei Kraftwagen die mit Liebesgaben vom Deutschen Roten Kreuz für sächsische Truppen gedacht waren. Während er durch ein Dorf fuhr, kam seine Kolonne unter Beschuss durch russische Truppen, wobei zwei von den drei Kraftwagen entkommen konnten. Haugk und drei Begleiter gerieten in Gefangenschaft und wurde nach Taschkent transportiert. Er starb sechs Monate später in der Kriegsgefangenschaft.

### Familie
Haugk verheiratete sich am 9. Januar 1883 in Schwerin mit Charlotte von Tietzen-Hennig (1853–1943), Tochter des preußischen Generalleutnants Siegfried von Tietzen und Hennig und dessen Ehefrau Minna von Hausen. Aus der Ehe gingen sieben Kinder hervor, darunter der bekannte Reiter Siegfried von Haugk.